# Річки Японії
Річки́ Япо́нії (яп. 日本の河川) мають відносно коротку довжину та круті береги через гірський рельєф країни. Чимало річок нагадують струмки чи водоспади і мають швидку течію.
Джерела річок розташовані в покритих лісами горах. Протікаючи, річки часто утворюють долини в гірській місцевості та алювіальні рівнини. Останні часто слугують місцем вирощування рису та інших сільськогосподарських культур. Більшість річок забезпечують населення і водою, і електрикою.
Найдовша річка Японії — Сінано, яка протікає у Східній Японії, з префектури Наґано до Ніїґати. Японська річка, що має найширше русло та яку експлуатують найбільше — Тоне, головна водяна артерія Кантоської рівнини.

## Класифікація
За Законом Японії про річки від 1964 року № 167 річки Японії поділяються на:
| Річки першого класу | 一級河川 | річкові системи, які є важливими для безпеки держави та національної економіки; перебувають під наглядом Міністерства землі, інфраструктури і транспорту Японії |
| Річки другого класу | 二級河川 | річкові системи, які приносять громадську користь; перебувають під наглядом префектів префектур Японії.                                                         |
| Річки муніципальні  | 準用河川 | річкові системи, які приносять громадську користь; перебувають під наглядом голів міст, містечок і сіл.                                                         |
| Річки звичайні      | 準用河川 | річкові системи, неохоплені законом, які приносять громадську користь і при потребі можуть перебувати під наглядом міст, містечок і сіл.                        |